# Edward Lipiński
Edward Lipiński (Nowe Miasto, 18 ottobre 1888 – Varsavia, 13 luglio 1986) è stato un economista polacco.
Già negli anni trenta Lipinski si fece conoscere per importanti lavori. Iscritto fin dal 1906 al Partito socialista polacco, nel 1948 aderì al Partito Operaio Unificato Polacco. Tra il 1956 e il 1962 fu vicepresidente del Consiglio economico statale. A partire dal 1964 iniziò a diventare uno dei critici più prominenti al regime comunista polacco, essendo tra i trentaquattro firmatari della "Lettera aperta dei 34" contro la censura. Nella primavera del 1976 scrisse una lettera a Edward Gierek in cui affermava che il socialismo non poteva nascere per decreto, ma dalla libera azione di un popolo libero. Nel 1978 divenne membro del KOR.